# Shangluo
Shangluo (cinese: 商洛; pinyin: Shāngluò) è una città-prefettura della Cina nella provincia dello Shaanxi.